# Ascânio
Ascânio, ou Iulo, foi filho dos lendários Eneias e Creúsa e neto de Anquises. Depois da queda da cidade de Troia, destruída pelos gregos, chegou à Itália com seu pai Eneias, que se casou com Lavínia, filha do rei do Lácio, Latino, e fundou uma cidade que chamou Lavínio, em homenagem à sua esposa.
Ascânio é conhecido pelos romanos como Iulo (Iulus, em latim), nome que remete a Ilo, um dos reis mais antigos de Troia e que alguns afirmam ter dado o nome a Ílio, outra denominação de Troia.
O filho de Eneias desempenha papel importante na Eneida e é motivo de preocupação constante de seu pai. Na noite em que Troia é destruída, uma chama aparece de repente em cima de sua cabeça, sem trazer-lhe nenhum dano, sinal claro da proteção dos deuses.
Em Cartago, quando Eneias conta à rainha Dido suas peregrinações pelos mares, a deusa Vênus substitui Ascânio por Cupido, deus do amor, para inspirar uma paixão ardente à rainha por Eneias, enquanto a deusa leva Ascânio adormecido para o Chipre (Eneida, 1, 643-694).
Na Sicília, quando as mulheres troianas botam fogo nos navios, porque estão cansadas de peregrinar pelos mares, Ascânio é o primeiro a censurar o seu erro, dizendo que estão queimando suas próprias esperanças, ou seja, a fundação de uma nova cidade, em substituição a Troia (Eneida, 5, 654-674).

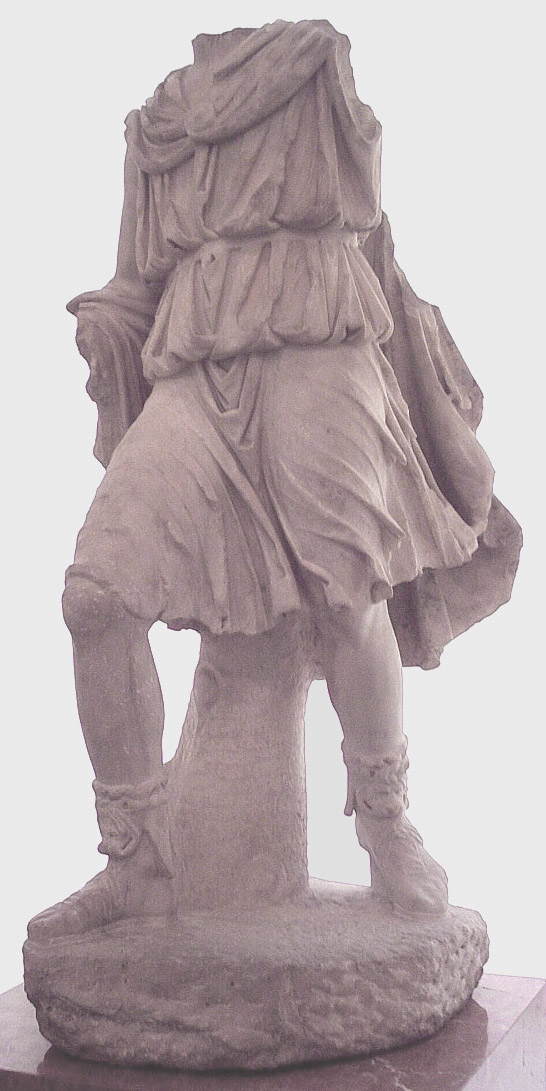
Ascânio
Estátua de mármore da primeira metade do século I d.C., hoje no Museu Arqueológico Nacional, em Madri

Depois que o rei Latino acolhe os troianos, Ascânio, numa caçada, fere o cervo de estimação dos filhos de Tirro, intendente do rei. Troianos e latinos passam das palavras agressivas às armas. Almão, filho mais velho de Tirro, é atingido por uma seta no pescoço e cai morto. É o começo da guerra contra os latinos e os rútulos do rei Turno (Eneida, 7, 475-504). Ascânio não participa dos combates, a não ser no livro IX, quando mata Numano Remulo, cunhado de Turno.
Uma grande família romana, a gens Júlia, à qual pertenciam Júlio César e o imperador Augusto, faz do filho de Eneias o fundador de sua estirpe. Isso permitia que César e Augusto remontassem sua ascendência até Vênus, mãe de Eneias.
Segundo a versão que Virgílio segue na Eneida, Ascânio, depois de reinar trinta anos sobre Lavínio, vai fundar outra cidade à beira do lago Albano, Alba Longa, lançando as bases de uma dinastia real que ocupa o trono durante três séculos. É sucedido por seu meio irmão, Sílvio Póstumo, filho de Eneias com Lavínia.
O último representante legítimo dessa longa série de reis albanos (os Siluii) foi Numitor, cujos netos, Rômulo e Remo, fundaram a cidade de Roma. Lavínio, fundada por Eneias, Alba Longa, fundada por Ascânio, e Roma, fundada por Rômulo, são as três cidades primordiais do Lácio.
Outras tradições apresentam Ascânio como filho de Eneias e de Lavínia. Outras, ainda, fazem dele um guerreiro que, depois da morte do pai, assumiu a direção dos combates contra os rútulos e mais tarde contra os etruscos. E, segundo uma terceira versão, Ascânio e seu primo Astíanax, filho de Heitor, teriam fundado uma nova Troia.

## Árvore genealógica dos reis de Alba Longa
|  |  |        |        |        |        | Anquises          | Anquises          | Anquises          | Anquises          | Anquises          | Anquises          |          |          | Vênus          | Vênus          | Vênus           | Vênus          | Vênus          | Vênus          |               |               | Latino  | Latino  | Latino  | Latino  | Latino | Latino |        |        |      |      |
|  |  |        |        |        |        | Anquises          | Anquises          | Anquises          | Anquises          | Anquises          | Anquises          |          |          | Vênus          | Vênus          | Vênus           | Vênus          | Vênus          | Vênus          |               |               | Latino  | Latino  | Latino  | Latino  | Latino | Latino |        |        |      |      |
|  |  |        |        |        |        |                   |                   |                   |                   |                   |                   |          |          |                |                |                 |                |                |                |               |               |         |         |         |         |        |        |        |        |      |      |
|  |  | Creúsa | Creúsa | Creúsa | Creúsa | Creúsa            | Creúsa            |                   |                   | Eneias            | Eneias            | Eneias   | Eneias   | Eneias         | Eneias         |                 |                |                |                | Lavínia       | Lavínia       | Lavínia | Lavínia | Lavínia | Lavínia |        |        |        |        |      |      |
|  |  | Creúsa | Creúsa | Creúsa | Creúsa | Creúsa            | Creúsa            |                   |                   | Eneias            | Eneias            | Eneias   | Eneias   | Eneias         | Eneias         |                 |                |                |                | Lavínia       | Lavínia       | Lavínia | Lavínia | Lavínia | Lavínia |        |        |        |        |      |      |
|  |  |        |        |        |        |                   |                   |                   |                   |                   |                   |          |          |                |                |                 |                |                |                |               |               |         |         |         |         |        |        |        |        |      |      |
|  |  |        |        |        |        | Ascânio, ou Julo  | Ascânio, ou Julo  | Ascânio, ou Julo  | Ascânio, ou Julo  | Ascânio, ou Julo  | Ascânio, ou Julo  |          |          | Sílvio Póstumo | Sílvio Póstumo | Sílvio Póstumo  | Sílvio Póstumo | Sílvio Póstumo | Sílvio Póstumo |               |               |         |         |         |         |        |        |        |        |      |      |
|  |  |        |        |        |        | Ascânio, ou Julo  | Ascânio, ou Julo  | Ascânio, ou Julo  | Ascânio, ou Julo  | Ascânio, ou Julo  | Ascânio, ou Julo  |          |          | Sílvio Póstumo | Sílvio Póstumo | Sílvio Póstumo  | Sílvio Póstumo | Sílvio Póstumo | Sílvio Póstumo |               |               |         |         |         |         |        |        |        |        |      |      |
|  |  |        |        |        |        | Sílvio            | Sílvio            | Sílvio            | Sílvio            | Sílvio            | Sílvio            |          |          |                |                | Eneias Sílvio   | Eneias Sílvio  | Eneias Sílvio  | Eneias Sílvio  | Eneias Sílvio | Eneias Sílvio |         |         |         |         |        |        |        |        |      |      |
|  |  |        |        |        |        | Sílvio            | Sílvio            | Sílvio            | Sílvio            | Sílvio            | Sílvio            |          |          |                |                | Eneias Sílvio   | Eneias Sílvio  | Eneias Sílvio  | Eneias Sílvio  | Eneias Sílvio | Eneias Sílvio |         |         |         |         |        |        |        |        |      |      |
|  |  |        |        |        |        | Bruto da Bretanha | Bruto da Bretanha | Bruto da Bretanha | Bruto da Bretanha | Bruto da Bretanha | Bruto da Bretanha |          |          |                |                | Latino Sílvio   | Latino Sílvio  | Latino Sílvio  | Latino Sílvio  | Latino Sílvio | Latino Sílvio |         |         |         |         |        |        |        |        |      |      |
|  |  |        |        |        |        | Bruto da Bretanha | Bruto da Bretanha | Bruto da Bretanha | Bruto da Bretanha | Bruto da Bretanha | Bruto da Bretanha |          |          |                |                | Latino Sílvio   | Latino Sílvio  | Latino Sílvio  | Latino Sílvio  | Latino Sílvio | Latino Sílvio |         |         |         |         |        |        |        |        |      |      |
|  |  |        |        |        |        |                   |                   |                   |                   |                   |                   |          |          |                |                | Alba            |                |                |                |               |               |         |         |         |         |        |        |        |        |      |      |
|  |  |        |        |        |        |                   |                   |                   |                   |                   |                   |          |          |                |                |                 |                |                |                |               |               |         |         |         |         |        |        |        |        |      |      |
|  |  |        |        |        |        |                   |                   |                   |                   |                   |                   |          |          |                |                | Átis            |                |                |                |               |               |         |         |         |         |        |        |        |        |      |      |
|  |  |        |        |        |        |                   |                   |                   |                   |                   |                   |          |          |                |                |                 |                |                |                |               |               |         |         |         |         |        |        |        |        |      |      |
|  |  |        |        |        |        |                   |                   |                   |                   |                   |                   |          |          |                |                | Cápis           |                |                |                |               |               |         |         |         |         |        |        |        |        |      |      |
|  |  |        |        |        |        |                   |                   |                   |                   |                   |                   |          |          |                |                |                 |                |                |                |               |               |         |         |         |         |        |        |        |        |      |      |
|  |  |        |        |        |        |                   |                   |                   |                   |                   |                   |          |          |                |                | Capetus         |                |                |                |               |               |         |         |         |         |        |        |        |        |      |      |
|  |  |        |        |        |        |                   |                   |                   |                   |                   |                   |          |          |                |                |                 |                |                |                |               |               |         |         |         |         |        |        |        |        |      |      |
|  |  |        |        |        |        |                   |                   |                   |                   |                   |                   |          |          |                |                | Tiberino Sílvio |                |                |                |               |               |         |         |         |         |        |        |        |        |      |      |
|  |  |        |        |        |        |                   |                   |                   |                   |                   |                   |          |          |                |                |                 |                |                |                |               |               |         |         |         |         |        |        |        |        |      |      |
|  |  |        |        |        |        |                   |                   |                   |                   |                   |                   |          |          |                |                | Agripa          |                |                |                |               |               |         |         |         |         |        |        |        |        |      |      |
|  |  |        |        |        |        |                   |                   |                   |                   |                   |                   |          |          |                |                |                 |                |                |                |               |               |         |         |         |         |        |        |        |        |      |      |
|  |  |        |        |        |        |                   |                   |                   |                   |                   |                   |          |          |                |                | Rômulo Sílvio   |                |                |                |               |               |         |         |         |         |        |        |        |        |      |      |
|  |  |        |        |        |        |                   |                   |                   |                   |                   |                   |          |          |                |                |                 |                |                |                |               |               |         |         |         |         |        |        |        |        |      |      |
|  |  |        |        |        |        |                   |                   |                   |                   |                   |                   |          |          |                |                | Aventino        |                |                |                |               |               |         |         |         |         |        |        |        |        |      |      |
|  |  |        |        |        |        |                   |                   |                   |                   |                   |                   |          |          |                |                |                 |                |                |                |               |               |         |         |         |         |        |        |        |        |      |      |
|  |  |        |        |        |        |                   |                   |                   |                   |                   |                   |          |          |                |                | Procas          |                |                |                |               |               |         |         |         |         |        |        |        |        |      |      |
|  |  |        |        |        |        |                   |                   |                   |                   |                   |                   |          |          |                |                |                 |                |                |                |               |               |         |         |         |         |        |        |        |        |      |      |
|  |  |        |        |        |        |                   |                   |                   |                   |                   |                   |          |          |                |                |                 |                |                |                |               |               |         |         |         |         |        |        |        |        |      |      |
|  |  |        |        |        |        |                   |                   |                   |                   |                   |                   |          |          |                |                | Numitor         | Numitor        | Numitor        | Numitor        | Numitor       | Numitor       |         |         | Amúlio  | Amúlio  | Amúlio | Amúlio | Amúlio | Amúlio |      |      |
|  |  |        |        |        |        |                   |                   |                   |                   |                   |                   |          |          |                |                | Numitor         | Numitor        | Numitor        | Numitor        | Numitor       | Numitor       |         |         | Amúlio  | Amúlio  | Amúlio | Amúlio | Amúlio | Amúlio |      |      |
|  |  |        |        |        |        |                   |                   |                   |                   |                   |                   |          |          | Reia Sílvia    | Reia Sílvia    | Reia Sílvia     | Reia Sílvia    | Reia Sílvia    | Reia Sílvia    |               |               | Marte   | Marte   | Marte   | Marte   | Marte  | Marte  |        |        |      |      |
|  |  |        |        |        |        |                   |                   |                   |                   |                   |                   |          |          | Reia Sílvia    | Reia Sílvia    | Reia Sílvia     | Reia Sílvia    | Reia Sílvia    | Reia Sílvia    |               |               | Marte   | Marte   | Marte   | Marte   | Marte  | Marte  |        |        |      |      |
|  |  |        |        |        |        |                   |                   |                   |                   |                   |                   |          |          |                |                |                 |                |                |                |               |               |         |         |         |         |        |        |        |        |      |      |
|  |  |        |        |        |        |                   |                   |                   |                   |                   |                   |          |          |                |                |                 |                |                |                |               |               |         |         |         |         |        |        |        |        |      |      |
|  |  |        |        |        |        |                   |                   |                   |                   | Hersília          | Hersília          | Hersília | Hersília | Hersília       | Hersília       |                 |                | Rômulo         | Rômulo         | Rômulo        | Rômulo        | Rômulo  | Rômulo  |         |         | Remo   | Remo   | Remo   | Remo   | Remo | Remo |
|  |  |        |        |        |        |                   |                   |                   |                   | Hersília          | Hersília          | Hersília | Hersília | Hersília       | Hersília       |                 |                | Rômulo         | Rômulo         | Rômulo        | Rômulo        | Rômulo  | Rômulo  |         |         | Remo   | Remo   | Remo   | Remo   | Remo | Remo |
|  |  |        |        |        |        |                   |                   |                   |                   |                   |                   |          |          |                |                |                 |                |                |                |               |               |         |         |         |         |        |        |        |        |      |      |
|  |  |        |        |        |        |                   |                   |                   |                   |                   |                   |          |          | Reis de Roma   |                |                 |                |                |                |               |               |         |         |         |         |        |        |        |        |      |      |